# Un garçon d'Italie
Un garçon d'Italie est un roman français publié par Philippe Besson en 2003. Il a été retenu dans les sélections des prix littéraires du roman Fnac, Médicis et Goncourt.
Le livre est divisé en quatre parties. Chaque partie est introduite par une épigraphe du Métier de vivre de Cesare Pavese. Les trois narrateurs, Luca Salieri, Anna Morante et Leo Bertina se relaient dans le récit.

## Adaptation au théâtre
- Un garçon d'Italie, Théâtre Transversal (Avignon) du 6 au 29 juillet 2018[5] ; Théâtre de Belleville (Paris) du 5 au 28 mai 2019 ; Théâtre Transversal (Avignon) du 5 au 28 juillet 2019[6].